# Hannah Teter
Hannah Teter, née le 27 janvier 1987 à Belmont au Vermont, est une snowboardeuse américaine.

## Palmarès
- Jeux olympiques
  -  Médaille d'or de halfpipe en 2006, aux Jeux olympiques d'hiver de 2006 à Turin
  -  Médaille d'argent de halfpipe en 2010, aux Jeux olympiques d'hiver de 2010 à Vancouver
- Championnats du monde
  -  Médaille de bronze de halfpipe en 2005
- Coupe du monde
  - 6 victoires sur des épreuves de Coupe du monde de halfpipe, 8 podiums au total
  - 2e du classement général de la Coupe du monde de halfpipe 2005